# زكريا يهوياداع
زكريا يهوياداع، اسمه بالعبرية يعني «زكر الله». هو ابن الكاهن يهوياداع. كان كاهناً في أيام الملكين اليهوديين أخزيا ملك يهوذا ويوآش ملك يهوذا الذي تولى الحكم بعد موت وابيه. قتل زكريا بامر من الملك يوآش في هيكل سليمان. في الماضي، يهوياداع كان صديقاً ومرشداً ليوآش، ترك اليهود إله آبائهم وعبدوا الآلهة اشيرة وبعض الأصنام. فقام زكريا بإنذارهم ووتوعدهم على تمردهم وشرورهم وهو في حالة من الغيظ الشديد، مما أثار غضب اليهود ففتنوا عليه ورجموه بحجارة في هيكل سليمان بين المذبح والهيكل بأمر الملك. أما هو فرفع دعواه إلى الله واستغاث بملك يهوذا العظيم لينتقم له من أعدائه إذ قال «الرب ينظر ويطالب».
فقد ذُكر في سفر الأيام من العهد القدبم «...ولبس روح الله زكريا بن يهوياداع الكاهن فوقف فوق الشعب، ففتنوا عليه، ورجموه بحجارة بأمر الملك في دار بيت الرب».
وذكزت الحادثة من قبل السيد المسيح مرتين في العهد الجديد:
- في إنجيل لوقا: «من دم هابيل إلى دم زكريا الذي أهلك بين المذبح والبيت»[3]
- في إنجيل متى: «كل دم زكي سفك على الأرض من دم هابيل الصديق إلى دم زكريا بن برخيا الذي قتلتموه بين الهيكل والمذبح».[4] وعلى الأرجح أنه هناك لُبس عند متى إذ أن المقتول بين الهيكل والمذبح هو زكريا بن يهوياداع كما ذكر أنفا. أما زكريا بن برخيا فهو عاش آخر أيام سبي بابل، وهو من الأنبياء الصغار، وينسب له السفر الذي في التوراة، ويقول عنه قاموس الكتاب المقدس «ويذكر التقليد اليهودي أن زكريا هذا طالت أيامه، وعاش في بلاده، ودفن بجانب حجي الذي كان زميلاً له». ولعله أُستعملت لفظة «ابن» هنا كما تُستعمل في مواضع كثيرة في الكتاب للدلالة على النسب فقط فيكون برخيا أحد أجداد زكريا كما يقال أن «يسوع ابن داود».[5]